# 18 tháng 11
Ngày 18 tháng 11 là ngày thứ 322 (323 trong năm nhuận) trong lịch Gregory. Còn 43 ngày trong năm.

## Sự kiện
- 923 – Hậu Đường Trang Tông Lý Tồn Úc đem quân đến thủ đô Đại Lương của triều Hậu Lương, Hoàng đế Hậu Lương Chu Hữu Trinh tự sát.
- 935 – Sau khi phụ thân là Mân Huệ Tông Vương Diên Quân qua đời trong một cuộc binh biến, Vương Kế Bằng tuyên bố rằng Hoàng thái hậu lệnh cho ông giám quốc và tức hoàng đế vị trong ngày, tức ngày Tân Tị (20) tháng 10 năm Ất Mùi
- 1067 – Tống Thần Tông ban tên Tư trị thông giám cho biên niên sử Thông chí mà Tư Mã Quang dâng lên.
- 1095 – Hội đồng Clermont, do Giáo hoàng Urban II kêu gọi, bắt đầu để thảo luận về việc gửi lính đi giải phóng Đất Thánh trong cuộc Viễn chinh Chữ thập đầu tiên.
- 1302 – Giáo hoàng Boniface VIII ra sắc lệnh Unam sanctam.
- 1307 – William Tell bắn một quả táo khỏi đầu của con ông.
- 1421 – Một quãng tường của bờ đê ven biển Zuider Zee bị vỡ, làm 72 làng bị ngập và làm vào khoảng 10.000 người bị chết ở Hà Lan.
- 1477 – William Caxton in ra Dictes or Sayengis of the Philosophres (Tục ngữ của các Nhà triết học), cuốn sách đầu tiên mà được in ra dùng máy in ở nước Anh.
- 1493 – Christopher Columbus lần đầu tiên kiếm thấy đảo Puerto Rico ngày nay.
- 1626 – Đền thờ Thánh Phêrô ở Thành Vatican được thánh hiến.
- 1812 – Các cuộc chiến tranh của Napoléon: Mặc dù quân Pháp chiến bại trong trận Krasnoi tại Nga song Thống chế Michel Ney trở thành người dũng cảm nhất trong số những người dũng cảm.
- 1824 – Quốc hội Mexico quyết định Thủ đô Mexico là một khu vực liên bang, thuộc quyền hạn quản lý của liên bang.
- 1865 – Câu chuyện The Celebrated Jumping Frog of Calaveras County (Con ếch nhảy nổi tiếng của Quận Calaveras) của Mark Twain được xuất bản trong tờ báo New York Saturday Press.
- 1883 – Các hãng đường xe lửa thiết lập năm múi giờ tiêu chuẩn cho Bắc Mỹ, làm khỏi bị lẫn lộn do hàng ngàn giờ địa phương.
- 1912 – Chiến tranh Balkan lần thứ nhất: Quân Ottoman đại thắng trước quân Bungary trong Trận Çatalca lần thứ nhất tại Thổ Nhĩ Kỳ ngày nay.
- 1928 – Phát hành phim Tàu hơi nước Willie, phim hoạt hình có lồng tiếng đầu tiên của Disney và được xem là sự ra mắt của hai nhân vật hoạt hình chuột Mickey và chuột Minnie.
- 1930 – Mặt trận Dân tộc Thống nhất Việt Nam được thành lập.  Lưu trữ ngày 11 tháng 11 năm 2009 tại Wayback Machine
- 1942 – Liên Xô kết thúc giai đoạn phòng thủ trong trận Stalingrad.
- 1959 – Phim sử thi Ben-Hur được công chiếu tại New York, phim đoạt được 11 giải Oscar và là phim tốn kém nhất cho đến đương thời.
- 1991 – Chiến tranh giành độc lập Croatia: Quân đội Nhân dân Nam Tư chiếm được thành phố Vukovar ở miền đông Croatia, chấm dứt cuộc vây hãm dài 87 ngày.[1]
- 2007 – Hàng chục ngàn người cả nước Slovenia đã đổ về thủ đô Ljubljana tham gia cuộc biểu tình đòi tăng lương và yêu cầu bình đẳng hơn giữa người giàu và người nghèo.[2]

## Sinh
- 1834 – Carl Benjamin Klunzinger, bác sĩ, nhà động vật học người Đức (m. 1914)
- 1883 – Jazep Jur’jevič Liosik, chủ tịch Rada Cộng hòa Nhân dân Belarus (m. 1940)[3]
- 1937 – Nguyễn Đức Sơn, nhà thơ người Việt Nam (m. 2020)
- 1994 –  Han So-hee, diễn viên, người mẫu người Hàn Quốc

## Mất
- 1897 – Nguyễn Phúc Miên Trinh, tước phong Tuy Lý vương, hoàng tử con vua Minh Mạng (s. 1820).
- 2015 – Jonah Lomu, huyền thoại bóng bầu dục người New Zealand (s. 1975).